# Stapelia cedrimontana
Stapelia cedrimontana är en oleanderväxtart som beskrevs av Frandsen. Stapelia cedrimontana ingår i släktet Stapelia och familjen oleanderväxter. Inga underarter finns listade i Catalogue of Life.